# Sân khấu kịch Hoàng Thái Thanh
Sân khấu kịch Hoàng Thái Thanh là một đơn vị sân khấu tư nhân ở Thành phố Hồ Chí Minh chủ yếu sản xuất và tổ chức trình diễn các tác phẩm kịch nói thuộc thể loại tâm lý xã hội. Sân khấu được thành lập bởi bộ đôi Nghệ sĩ ưu tú Thành Hội và nghệ sĩ Ái Như vào năm 2010. Hiện nay, Sân khấu kịch Hoàng Thái Thanh có trụ sở chính tại Tầng 4, Nhà Văn hóa Thiếu nhi Quận 10, 139 Bắc Hải, phường 14, quận 10, Thành phố Hồ Chí Minh.

## Giới thiệu
Ngày 22 tháng 01 năm 2010, Sân khấu kịch Hoàng Thái Thanh chính thức được khai trương tại địa chỉ 36 Lê Quý Đôn, phường Võ Thị Sáu, quận 3, Thành phố Hồ Chí Minh, nằm trong Nhà Thiếu nhi Thành phố Hồ Chí Minh và trực thuộc Công ty TNHH dịch vụ giải trí Xuân Hương bởi bộ đôi NSƯT Thành Hội và NS Ái Như với hai vở kịch mở màn là Trần gian phải có tình yêu và Mua bảo hiểm tình. Sân khấu tập trung vào diễn các vở kịch mang thể loại tâm lý-xã hội, xoay quanh các phận đời và tình yêu trong xã hội, với biểu tượng là hình ảnh Con chuồn chuồn và câu khẩu hiệu "Sưởi ấm tâm hồn".

### Dời địa điểm
Tuy nhiên, sau 4 năm, do yêu cầu xây dựng lại Nhà Thiếu nhi TPHCM với thời gian thi công dự kiến là 3 năm, sân khấu buộc phải dời sang địa điểm mới là 139 Bắc Hải, phường 14, quận 10, TP.HCM với vở kịch mở màn là Đêm thiên nga.

### Thay đổi phương án diễn
Ban đầu, sân khấu kịch Hoàng Thái Thanh biểu diễn theo hình thức xoay tour, nghĩa là mỗi tháng đều sẽ có nhiều vở diễn xuyên suốt, mỗi năm sẽ công diễn từ 2-3 vở mới. Tuy nhiên, tối ngày 21 tháng 04 năm 2022, sân khấu mở họp báo mang tên Bay trên cánh mỏng để thông báo về sự thay đổi trong phương án biểu diễn, thay vì diễn theo tour như ban đầu, sân khấu sẽ đổi sang "diễn theo mùa" hay còn gọi là Mùa diễn, mỗi năm sẽ gồm hai mùa diễn là đầu năm và giữa năm kéo dài từ 3 đến 5 tháng. Trong hai mùa diễn đó, sân khấu sẽ trình diễn từ 1-2 vở kịch mới và sau khi kết thúc mùa diễn, vở kịch sẽ không diễn lại. Và trước khi, sân khấu chính thức chuyển sang phương án Mùa diễn, đạo diễn Huỳnh Công Hiển, đại diện của sân khấu kịch Hoàng Thái Thanh, đã cho biết rằng sân khấu sẽ mở diễn lại 10 vở kịch tiêu biểu của sân khấu trong 12 năm qua bao gồm Con ma nhà họ Hứa, Nửa đời ngơ ngác, Bàn tay của trời, Hãy khóc đi em, 29 anh về, Bông hồng cài áo, Bạch Hải Đường, Sông dài, Tình yêu trời đánh, Nửa đời hương phấn, trước khi chính thức kết thúc các vở diễn cũ này lại.

## Diễn viên

### Đang cộng tác
- NS Ái Như
- NSƯT Thành Hội
- NSƯT Tuyết Thu
- NS Xuân Hương
- Trí Quang
- Đoàn Minh Tài
- Kim Huyền
- Hoàng Vân Anh
- Hoàng Thái Quốc
- Thế Hải
- Ngọc Duyên
- Kỳ Thảo
- Phương Trâm
- Công Danh
- Nguyễn Long
- Thanh Sơn
- Ma Ran Đô

### Từng cộng tác
- NSƯT Kim Xuân
- Thanh Thủy
- NSƯT Hạnh Thúy
- Hồng Ánh
- Trung Dũng
- Như Phúc
- Thúy Diễm
- Tú Vi
- Quang Thảo
- Ngọc Tưởng
- NSƯT Quý Bình
- Kim Hiền
- Bảo Châu
- Ngọc Lan
- Trương Minh Quốc Thái

## Tác phẩm
| Năm công diễn        | Tên vở diễn                  | Đạo diễn                  | Ghi chú |
| -------------------- | ---------------------------- | ------------------------- | --- |
| 2010                 | Trần gian phải có tình yêu   | NS Ái Như                 | Một trong hai vở kịch đầu tiên của Sân khấu kịch Hoàng Thái Thanh                                                                                             |
| 2010                 | Mua bảo hiểm tình            | NSƯT Thành Hội            | Một trong hai vở kịch đầu tiên của Sân khấu kịch Hoàng Thái Thanh                                                                                             |
| 2010                 | Mùa đông cuối cùng           | NS Ái Như                 | |
| 2010                 | Ngôi nhà thiếu đàn bà        | NS Ái Như                 | |
| 2010                 | Người trong cõi nhớ          | NSƯT Đoàn Bá              | Chuyển thể kịch nói từ vở cải lương Người trong cõi nhớ |
| 2010                 | Người điên trong ngôi nhà cổ | NSƯT Thành Hội            | |
| 2010                 | Nửa đời ngơ ngác             | NSƯT Thành Hội            | Lấy cảm hứng từ truyện ngắn Chiều vắng của nhà văn Nguyễn Ngọc Tư                                                                                             |
| 2010                 | Nữ hoàng ngang ngược         | Tấn Phát                  | Vở kịch thiếu nhi đầu tiên của Sân khấu kịch Hoàng Thái Thanh                                                                                                 |
| 2011                 | Bàn tay của trời             | NS Ái Như                 | Chuyển thể kịch nói từ tác phẩm Những đứa con oan nghiệt của tác giả Doãn Hoàng Giang                                                                         |
| 2011                 | Hãy khóc đi em               | NS Ái Như                 | Lấy cảm hứng từ truyện ngắn Trăng nơi đáy giếng của nhà văn Trần Thùy Mai                                                                                     |
| 2011                 | Thử yêu lần nữa              | NS Ái Như                 | |
| 2011                 | Màu của tình yêu             | NS Ái Như                 | Phần thứ Hai của vở Thử yêu lần nữa |
| 2011                 | Chú kiến lạc loài            | Thế Sơn – Lương Duyên     | Lấy cảm hứng từ bộ phim Đời con bọ của hãng phim Walt Disney Pictures                                                                                         |
| 2012                 | Cảm ơn mình đã yêu em        | NS Ái Như                 | Phần thứ Ba của vở Thử yêu lần nữa |
| 2012                 | 29 anh về                    | NSƯT Thành Hội            | |
| 2012                 | Tục lụy                      | NS Ái Như                 | Được tái dựng từ vở Cơn mê cuối cùng của tác giả Ngọc Linh |
| 2012                 | Tình nhân đến với tình nhân  | Lương Duyên               | Lấy cảm hứng từ tác phẩm Nhà tắm muôn năm của tác giả E.Braghinski – E.Riazanop                                                                               |
| 2013                 | Tái sinh                     | NS Ái Như                 | |
| 2013                 | 6 tháng anh và em            | NS Ái Như                 | |
| 2013                 | Chuyện bây giờ mới kể        | NSƯT Thành Hội            | |
| 2013                 | Trò chơi tham vọng           | NSƯT Trần Minh Ngọc       | |
| 2013                 | Nghìn lẻ hai đêm             | Lương Duyên               | |
| 2014                 | Oan tình ai thấu             | NS Ái Như                 | |
| 2014                 | Sông dài                     | NSƯT Thành Hội            | Chuyển thể kịch nói từ vở cải lương Sông dài của soạn giả Hà Triều và Hoa Phượng                                                                              |
| 2014                 | Lạc giữa phố người           | Bùi Quốc Bảo              | |
| 2014                 | Đêm thiên nga                | NS Ái Như                 | Vở diễn đầu tiên tại Nhà Văn hóa Thiếu nhi Quận 10 Lấy cảm hứng từ Khúc hát thiên nga của tác giả Anton Chekhov                                               |
| 2014                 | Đèn không hắt bóng           | NS Ái Như                 | Chuyển thể từ tiểu thuyết Đèn không hắt bóng của nhà văn Junichi Watanabe                                                                                     |
| 2015                 | Nửa đời hương phấn           | NS Ái Như                 | Đoạt giải – Giải Mai vàng cho Vở diễn Sân khấu được yêu thích nhất Chuyển thể kịch nói từ vở cải lương Nửa đời hương phấn của soạn giả Hà Triều và Hoa Phượng |
| 2015                 | Bao giờ sông cạn             | NS Ái Như                 | Lấy cảm hứng từ truyện ngắn Dòng nhớ của nhà văn Nguyễn Ngọc Tư                                                                                               |
| 2015                 | Lọ Lem và Hoàng tử           | NSƯT Thành Hội – Tấn Phát | |
| 2016                 | Lan và Điệp                  | NSƯT Thành Hội            | Lấy cảm hứng từ tiểu thuyết Tắt lửa lòng của nhà văn Nguyễn Công Hoan                                                                                         |
| 2016                 | Rau răm ở lại                | Thái Kim Tùng             | Lấy cảm hứng từ truyện ngắn Ơi Cải về đâu của nhà văn Nguyễn Ngọc Tư                                                                                          |
| 2017                 | Mơ trăng bóng nước           | NSƯT Thành Hội            | Lấy cảm hứng từ truyện ngắn Tình lơ của nhà văn Nguyễn Ngọc Tư                                                                                                |
| 2017                 | Đàn ông ơi... anh là ai      | NSƯT Hạnh Thúy            | |
| 2017                 | Hồi xưa biển ngọt            | NS Ái Như                 | |
| 2018                 | Giấc mộng vàng son           | Quang Thảo – Ngọc Duyên   | |
| 2018                 | Sài Gòn có một ngã tư        | NSƯT Thành Hội            | Lấy cảm hứng từ truyện ngắn Ừ đi.Ừ! của nhà văn Trần Kim Trắc                                                                                                 |
| 2018                 | Con ma nhà họ Hứa            | Quốc Thịnh – Tuyết Mai    | |
| 2018                 | Vườn nho đắng                | NS Ái Như                 | |
| 2019                 | Bên kia nửa đời ngơ ngác     | NS Ái Như                 | |
| 2019                 | Lạc dòng                     | NSƯT Thành Hội            | |
| 2019                 | Bông hồng cài áo             | NS Ái Như                 | Chuyển thể kịch nói từ vở cải lương Bông hồng cài áo của NSND Kim Cương                                                                                       |
| 2020                 | Mút chỉ mút cà thia          | NSƯT Thành Hội            | Lấy cảm hứng từ truyện ngắn Thương quá rau răm của nhà văn Nguyễn Ngọc Tư                                                                                     |
| 2020                 | Tình yêu trời đánh           | NS Ái Như                 | |
| 2020                 | Bàn tay của trời             | NS Ái Như                 | Tái công diễn từ vở Bàn tay của trời năm 2011 |
| 2021                 | Bạch Hải Đường               | NS Ái Như                 | Chuyển thể kịch nói từ vở cải lương Tướng cướp Bạch Hải Đường của soạn giả Nguyễn Huỳnh                                                                       |
| 2021                 | Chờ thêm chút nữa            | Quốc Thịnh – Tuyết Mai    | [ 7 ] |
| Diễn theo "Mùa diễn" |                              |                           | |
| Mùa diễn             | Tên vở diễn                  | Đạo diễn                  | Ghi chú |
| 2022                 | Mùi của hạnh phúc            | NSƯT Thành Hội            | Vở kịch đầu tiên thuộc phương án biểu diễn Mùa diễn |
| 2023                 | Trái tim oan khuất           | Hoàng Thái Thanh          | |
| 2023                 | Trả lại lia thia             | Hoàng Thái Thanh          | Đề cử Giải thưởng Hội Sân khấu TPHCM Lấy cảm hứng từ truyện ngắn Củi mục trôi về của nhà văn Nguyễn Ngọc Tư                                                   |
| 2024                 | Lạc ở đáy sông               | NS Ái Như                 | [ 9 ] |
| 2024                 | Lồng sắt                     | Ngọc Duyên                | |
| 2024                 | Cơn mê cuối cùng             | NS Ái Như                 | Được tái dựng từ vở Tục lụy (2012) của sân khấu Hoàng Thái Thanh Vở diễn tham gia Liên hoan Sân khấu kịch TPHCM năm 2024                                      |
| 2025                 | Tóc mai sợi vắn sợi dài      | NSƯT Thành Hội            | Lấy cảm hứng từ tiểu thuyết Tắt lửa lòng của nhà văn Nguyễn Công Hoan                                                                                         |
| 2025                 | Chạy đến ngày hôm qua        |                           | |

## Giải thưởng
| Năm  | Lễ trao giải                              | Hạng mục                             | Đề cử                               | Kết quả         | Nguồn                                    |
| ---- | ----------------------------------------- | ------------------------------------ | ----------------------------------- | --------------- | ---------------------------------------- |
| 2015 | Giải Mai vàng                             | Vở diễn sân khấu được yêu thích nhất | Nửa đời hương phấn – Ái Như         | Đoạt giải       | [ 6 ]                                    |
| 2023 | Giải thưởng Hội Sân khấu TPHCM            |                                      | Trả lại lia thia – Hoàng Thái Thanh | Đề cử           | [ 8 ]                                    |
| 2024 | Liên hoan Sân khấu TP.HCM, lần I năm 2024 | Vở diễn sân khấu                     | Cơn mê cuối cùng – Ái Như           | Huy chương Vàng |                                          |
| 2024 | Liên hoan Sân khấu TP.HCM, lần I năm 2024 | Nữ diễn viên sân khấu                | NS Ái Như                           | Huy chương Vàng | vai Bà Hai Khương – vở Cơn mê cuối cùng  |
| 2024 | Liên hoan Sân khấu TP.HCM, lần I năm 2024 | Nam diễn viên sân khấu               | NSƯT Thành Hội                      | Huy chương Vàng | vai Cậu Út Hơn – vở Cơn mê cuối cùng     |
| 2024 | Liên hoan Sân khấu TP.HCM, lần I năm 2024 | Nam diễn viên sân khấu               | NS Trí Quang                        | Huy chương Bạc  | vai Ông Hai Khương – vở Cơn mê cuối cùng |
| 2024 | Liên hoan Sân khấu TP.HCM, lần I năm 2024 | Nam diễn viên sân khấu               | NS Đoàn Minh Tài                    | Huy chương Bạc  | vai Dũng – vở Cơn mê cuối cùng           |